# Ana Rossetti
Ana María Bueno de la Peña, meglio conosciuta come Ana Rossetti (San Fernando, 15 maggio 1950), è una scrittrice spagnola.

## Biografia
Autrice di una biografia romanzata su Oscar Wilde, è considerata una delle più interessanti poetesse del periodo post-franchista,. più conosciuta per le sue poesie inizialmente percorse da una vena erotica, e poi dedicate alla più profonda intimità (perdita dell'infanzia, morte)
Los devaneos de Erato, 1980; Indicios vehementes, 1985; Apuntes de ciudades, 1990; Virgo potens, 1994; Punto umbrío, 1996; La nota del blues, 1996; Ciudad irrenunciable,1998.
Ha scritto anche volumi di prosa (Plumas de España, 1988; Alevosias, 1991; Una mano de santos, 1997; El antagonista, 1999; Recuento. Cuentos completos, 2001; El botón de oro, 2003) e testi teatrali (El saltamontes, 1974; La casa de las espirales, 1977; El secreto enamorado, 1993, libretto d'opera sulla figura di O. Wilde, musicato da M. Balboa). Nel 2004 è stata pubblicata la sua opera poetica completa: La ordenación: retrospectiva 1980-2004.